# Villa atrisquama
Villa atrisquama är en tvåvingeart som beskrevs av Mario Bezzi 1924. Villa atrisquama ingår i släktet Villa och familjen svävflugor. Inga underarter finns listade i Catalogue of Life.